# Obnosové pojištění
Obnosové pojištění patří mezi soukromá pojištění, která se dělí na pojištění škodové a pojištění obnosové.
Sjednává se za účelem získání obnosu (finanční částky) v důsledku pojistné události, a to v takové výši, jaká byla dohodnuta v pojistné smlouvě. To znamená, že lze získat pojistné plnění od jednoho či více pojistitelů, a to v takové výši, jaká v jednotlivých pojistných smlouvách byla ujednána. 
Tento typ pojištění se uplatňuje u různých typů životního pojištění, úrazového pojištění, pojištění pravidelných výdajů apod. Jedná se o případy, kdy není možné vyčíslit reálnou škodu, zejména v případě nemajetkových újem na zdraví.